# Emilio Bozzalla
Emilio Francisco Bozzalla López (* 3. Oktober 1927 in Buenos Aires) ist ein ehemaliger argentinischer Fußballspieler. Der Mittelfeldspieler wurde 1958 chilenischer Meister.

## Karriere
Emilio Bozzalla begann seine Profikarriere beim CA Platense und spielte 1949 bei Barracas Central. Nach seiner Rückkehr zu Platense wechselte der Mittelfeldspieler 1955 nach Chile, wo er den Rest seiner Karriere verbrachte. Bis 1960 lief er für die Santiago Wanderers auf und gewann in dieser Zeit die Meisterschaft 1958 sowie die Copa Chile 1959. Zum Abschluss seiner Karriere war Bozzalla bei Audax Italiano aktiv.

## Erfolge
Santiago Wanderers
- Chilenischer Meister: 1958
- Chilenischer Pokalsieger: 1959